# 玛丽亚·罗特
玛丽亚·罗特（瑞典語：Maria Rooth，1979年11月2日—），瑞典女子冰球运动员。她曾代表瑞典参加1998年、2002年、2006年和2010年冬季奥林匹克运动会冰球比赛，共获得一枚银牌和一枚铜牌。